# MusicBee
A MusicBee ingyenes médialejátszó a hangfájlok lejátszására és rendezésére Windows operációs rendszeren, amely a (BASS) audiokönyvtár használatával készült.

## Jellemzők
- Hanglejátszás: MP3, AAC, M4A, MPC, OGG, FLAC, ALAC, APE, Opus, (TAK) , WavPack, WMA, WAV, MIDI, MOD, UMX, XM.
- CDDA támogatás: audio CD-k lejátszása és rippelése ( CD-Text támogatással ). A sávok (gyors vagy biztonságos módban), egyedi fájlokként vagy beágyazott cuesheetel egyetlen albumként is menthetők.
- Szinkronizálás: képes a helyi könyvtárak tartalmát szinkronizálni külső eszközökkel (beleértve az iOS 3.0 és korábbit), valamint könyvtárak importálását az iTunes és a Windows Media Player alkalmazásból.
- Fájl konverter: egyszeri / kötegelt fájl konverzió az összes támogatott hangformátumra, eredeti metaadatok megőrzése. Ha azonos kimeneti fájlokkal foglalkozik, feltéve, hogy az újrakódolás nem szükséges, a folyamat opcionális utasításokat tartalmaz a szelektív kihagyásra a címkével való szinkronizálás végrehajtása érdekében.
- Gapless lejátszás : megszünteti az időzítéshez kapcsolódó műtermékeket az egymást követő hangsávok közötti átmenetekben, hogy viszonylag megszakítatlan hallási élményt nyújtson.
- ReplayGain : a hangerőszintek normalizálását végzi az egyes műsorszámok között, kiegyenlítve az észlelt hangosságukat a zökkenőmentesebb lejátszási lista eléréséhez.
- Könyvtárkezelés: a zene egyes mappákba és fájlokba történő felkeresése, rendszerezése és átnevezése az audio címke értékek, például előadó, album, műsorszám vagy más metaadat kombinációja alapján. A MusicBee úgy konfigurálható, hogy a kiválasztott könyvtárak számára automatikusan felügyelje és elvégezze ezt a feladatot, ugyanakkor lehetővé teszi a felhasználók számára, hogy eseti alapon manuálisan vezérelhessék.
- Scrobbling: képes megosztani az aktuális lejátszási információkat a MusicBee-ről a Last.fm-re.
- A megjelenés és a testreszabás: a különböző játékoselemek elrendezése és megjelenése nyitva áll a kiterjedt módosításokhoz, beleértve az állítható kulcskötéseket is.
- (MiniLyrics) integráció: hangfájlokhoz szinkronizált dalszövegek megjelenítéséhez és szerkesztéséhez.
- Beépített WASAPI és ASIO hangkártya interfészek.
- Auto DJ: felhasználó által programozható lejátszási lista-generátor, amely az alapértelmezett shuffle-előbeállítások és beállítások lehetőségein túlmutat.
- Alvó és kikapcsolási módok, az ütemezett kilépéshez fokozatosan eltűnő funkcióval.
- A webes lehallgatás: integrálja a Fanart.tv-t és hasonló szolgáltatókat, hogy a könyvtárban lévő zenék kiváló minőségű képeit és albumát fedezze.[2]
- Plug-in támogatás: további funkciók közösségi kiterjesztések formájában

### Kiegészítő elemek
- Egyedi témák
- MilkDrop zenei megjelenítés
- Webböngésző: elemzi az MP3 fájlok weblapjait, bemutatva a felhasználók számára a lejátszás/letöltés eredményeit.[3]
- Szubszonikus ügyfél[4]
- További címkézési eszközök
- MusicBee távoli bővítmény és a megfelelő alkalmazás Android-eszközökhöz[5]

## Fordítás
Ez a szócikk részben vagy egészben  a   MusicBee című angol Wikipédia-szócikk ezen változatának fordításán alapul.  Az eredeti cikk szerkesztőit annak laptörténete sorolja fel. Ez a jelzés csupán a megfogalmazás eredetét és a szerzői jogokat jelzi, nem szolgál a cikkben szereplő információk forrásmegjelöléseként.